# Bleiche Vogel-Sternmiere
Die Bleiche Vogel-Sternmiere (Stellaria apetala), auch Bleiche Sternmiere genannt, ist eine Pflanzenart aus der Gattung der Sternmieren (Stellaria) innerhalb der Familie der Nelkengewächse (Caryophyllaceae).

## Beschreibung

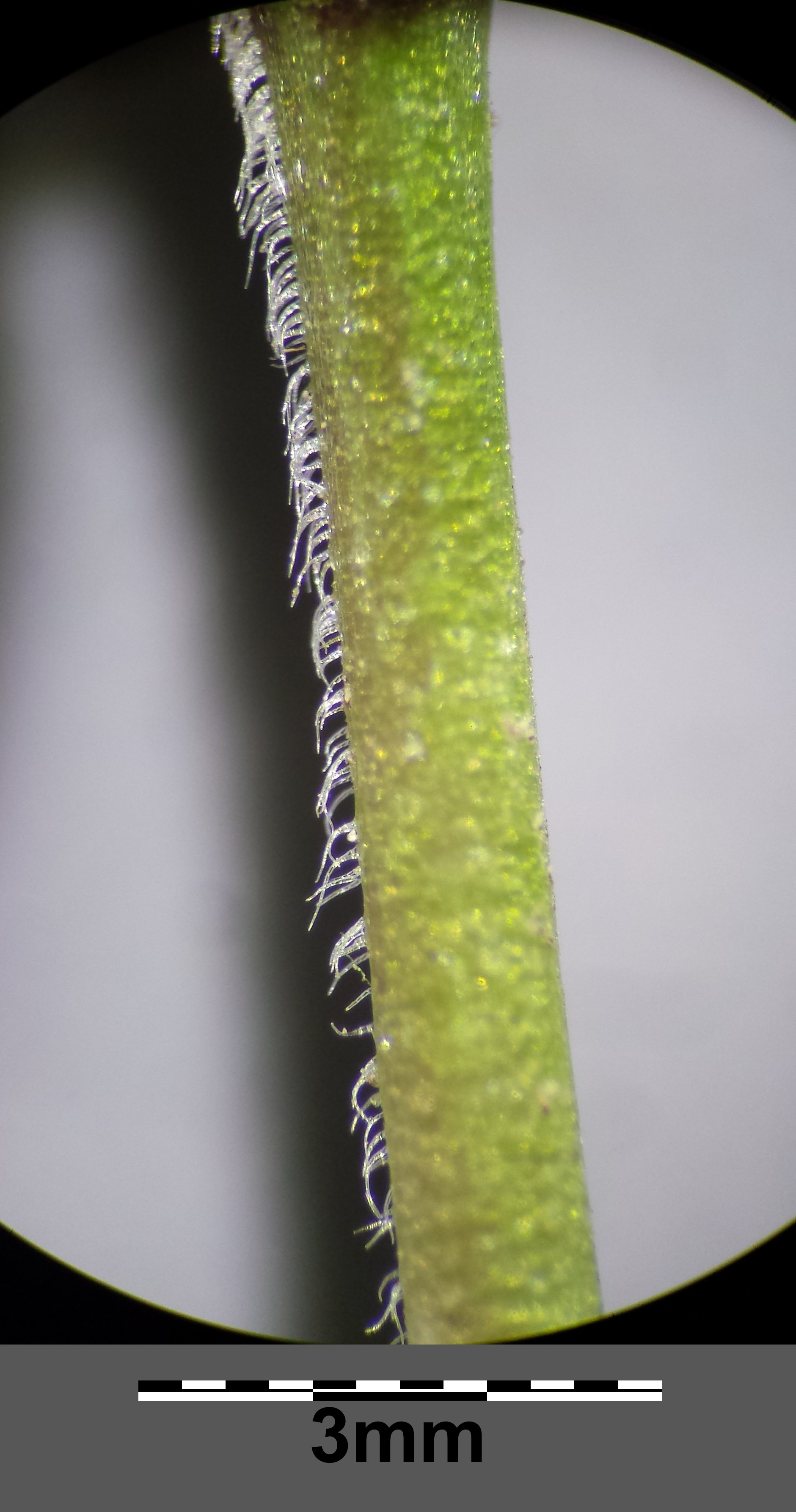
Der Stängel weist eine Haarzeile auf.

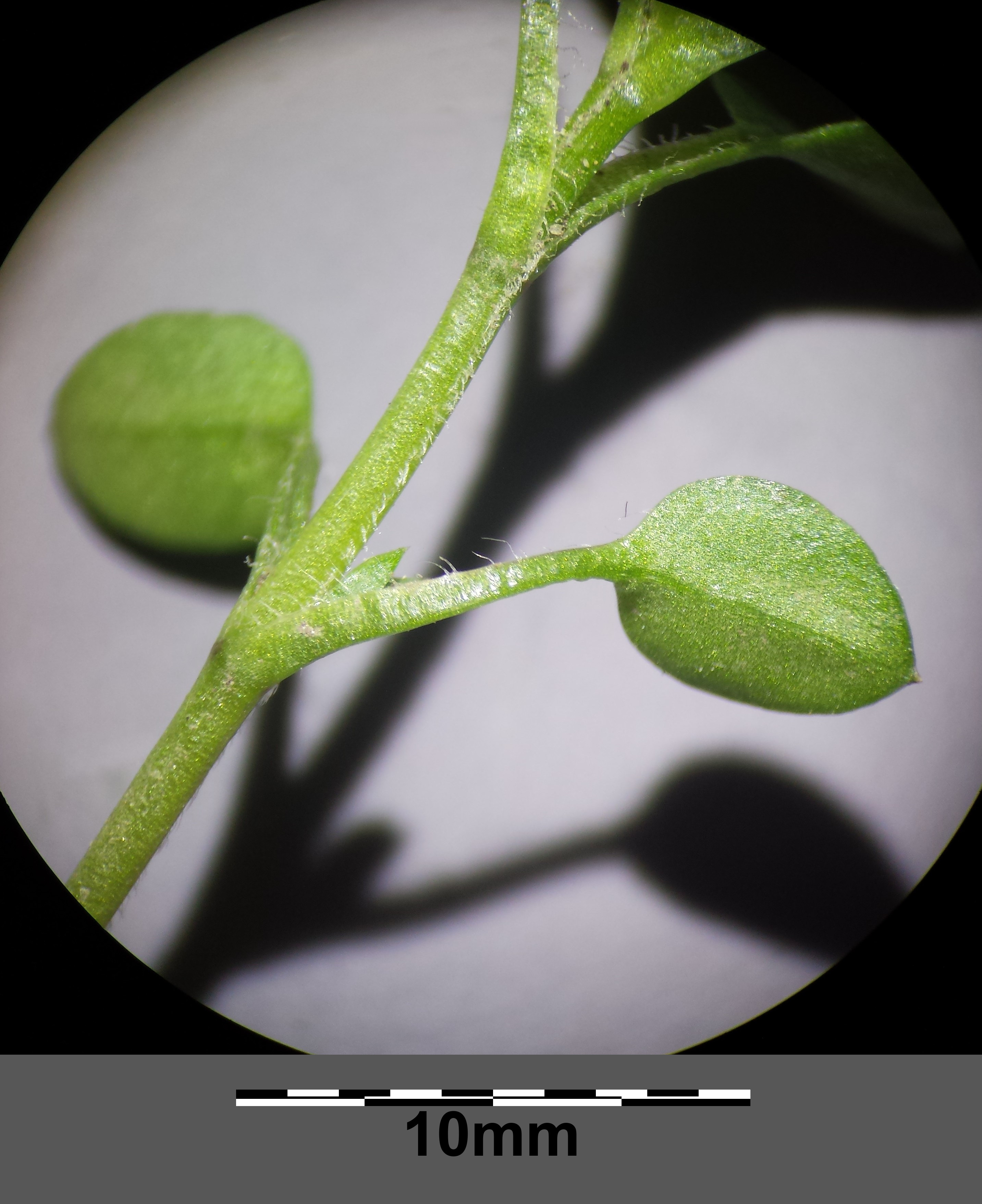
Stängel mit am Blattstiel bewimperten Laubblättern

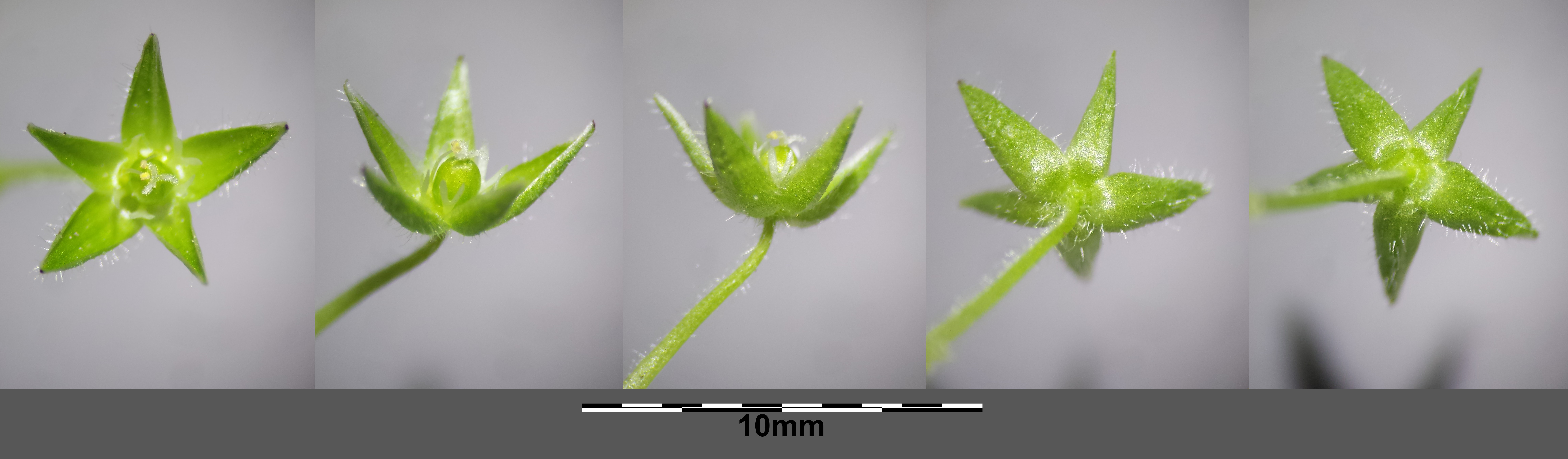
Blüte

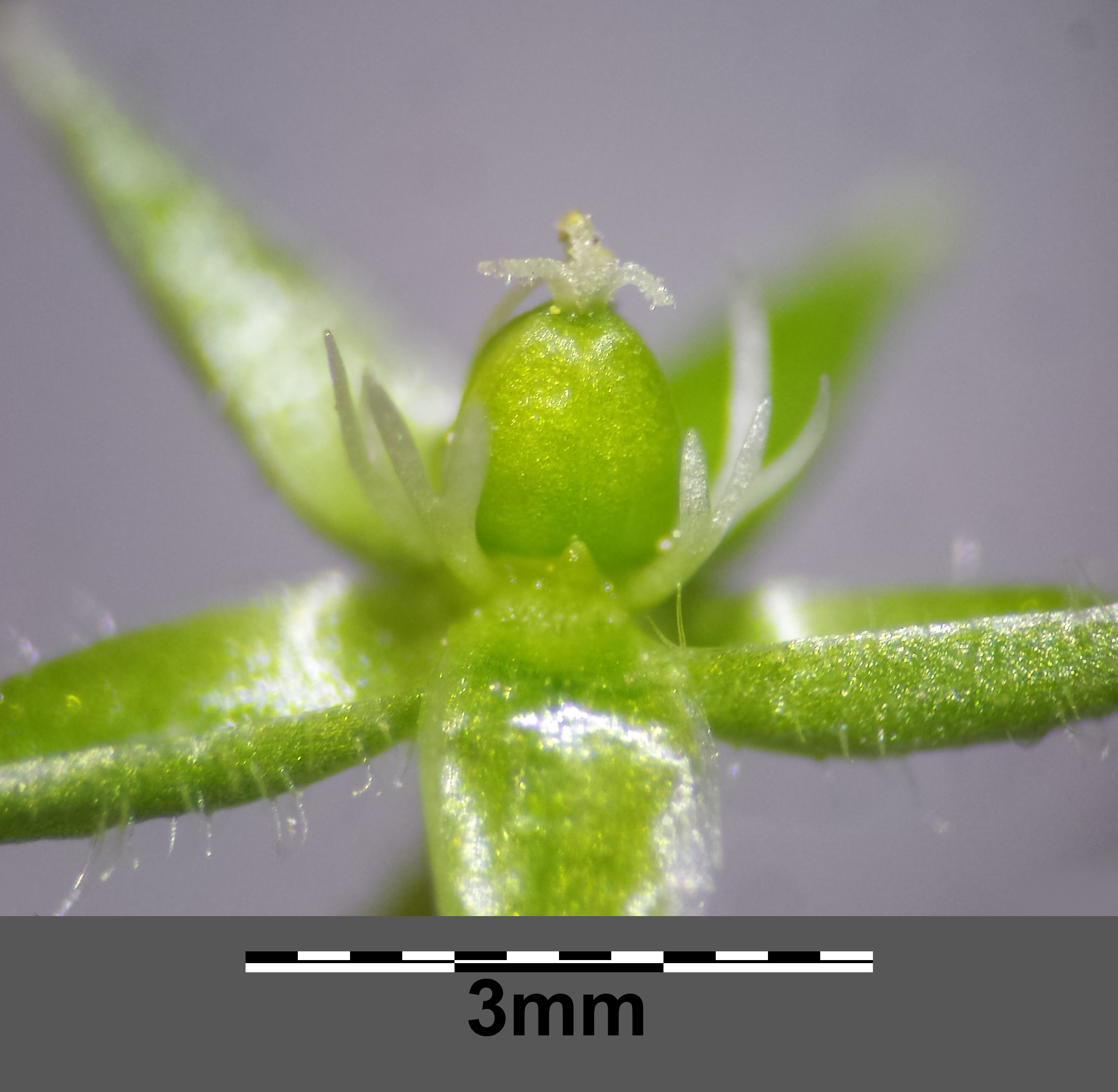
Blüte mit Kelchblättern, verkümmerten Kronblättern und Fruchtknoten mit drei Griffeln

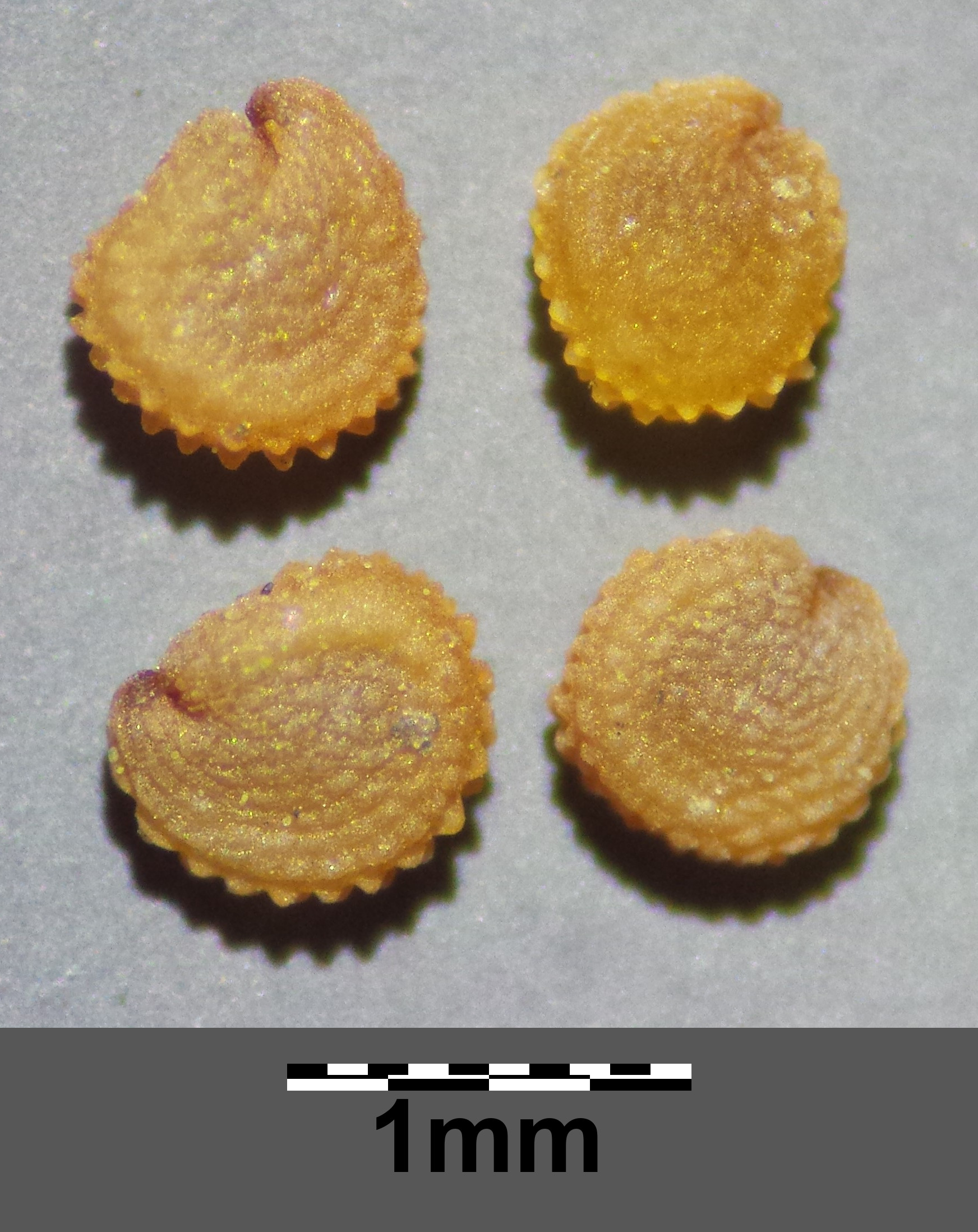
Samen

### Vegetative Merkmale
Die Bleiche Vogel-Sternmiere wächst als einjährige krautige Pflanze und erreicht Wuchshöhen von bis zu 20 Zentimetern. Die oberirdischen Pflanzenteile von hellgrüner oder gelblich-grüner Farbe. Der Stängel ist einreihig behaart.
Die Laubblätter sind bei einer Länge von kaum mehr als 1 Zentimeter eiförmig mit kurz zugespitztem oberen Ende, die unteren mehr oder weniger gestielt. 

### Generative Merkmale
Die Blütezeit reicht von März bis Mai. Die Blütenstiele sind einreihig behaart.
Die zwittrige Blüte ist radiärsymmetrisch. Die Kelchblätter sind zugespitzt und 2 bis 3,5 Millimeter lang. Die Kronblätter fehlen oder sind selten winzig vorhanden. Die Bleiche Vogel-Sternmiere besitzt in der Regel ein bis drei grau-violette Staubbeutel.
Die Fruchtstiele sind kurz und aufrecht. Die Samen haben eine Größe von etwa 0,8 Millimeter, sind gelblich-braun und besitzen gerundete Höcker.
Die Chromosomenzahl beträgt 2n = 22.

## Vorkommen
Das Verbreitungsgebiet von Stellaria pallida ist noch ungenügend bekannt. Ihre Vorkommen reichen vom Mittelmeerraum bis nach Südschweden. In Österreich ist sie im pannonischen Gebiet häufig, darüber hinaus selten zu finden. In der Schweiz soll sie allgemein zerstreut vorkommen. Die Bleiche Vogel-Sternmiere kommt in der Mitte und im Norden Deutschlands zerstreut vor. Ansonsten ist sie offenbar sehr selten.
Die Bleiche Vogel-Sternmiere wächst Mitteleuropa in Ruderalgesellschaften, an Wegen und Hausmauern auf meist mäßig trockenem, nährstoffreichen, oft sandigen Böden. Sie ist etwas wärmeliebend. Sie wächst in Mitteleuropa in Pflanzengesellschaften des Verbands Sisymbrion. Sie kommt in Deutschland und angrenzenden Ländern an sandigen Ruderalstellen und in Kiefernwäldern vor.

## Systematik

### Botanische Geschichte
Der wissenschaftliche Name Stellaria apetala wurde 1793 durch den sizilianischen Franziskaner Bernardino da Ucria in Nuova raccolta di opuscoli di autori siciliani. Band 6, Palermo 1793, S. 245–256 (hier: S. 253) erstveröffentlicht. Dieser Name wurde lange Zeit kronblattlosen Pflanzenexemplaren von Stellaria media zugeordnet, was durch Hügin 2012 widerlegt wurde. Daher hat dieser Name Priorität vor Stellaria pallida (Dumort.) Crép. Das Basionym dieses Synonyms, Alsine pallida, wurde 1827 von Barthélemy Charles Joseph Dumortier erstveröffentlicht. Die Kombination als Stellaria pallida  wurde lange Zeit Louis Alexandre Henri Joseph Piré in Bull. Soc. Roy. Bot. Belgique, 2, 1863 Seite 49 zugerechnet, aber es hat sich herausgestellt, dass diese ungültig ist und erst von François Crépin 1866 in Manuel de la flora de Belgique, 2. Auflage, Seite 19 gültig publiziert wurde. Die Bleiche Vogel-Sternmiere wurde früher als Unterart der nahe verwandten Vogel-Sternmiere (Stellaria media) angesehen und als Stellaria media subsp. pallida (Dumort.) Asch. & Graebn. bezeichnet. Quellen geben unterschiedliche Namen an.